# Lucio Marcio Filipo (cónsul 56 a. C.)
Lucio Marcio Filipo  fue miembro de una familia senatorial romana, descendiente del cuarto rey de Roma, Anco Marcio, e hijo del cónsul del año 91 a. C. Lucio Marcio Filipo.

## Carrera política
Fue pretor en el 60 a. C. y obtuvo el cargo de propretor en Siria en el 59 a. C. El mismo año contrajo matrimonio con Acia, sobrina de Julio César.
Filipo tuvo un hijo, Lucio Marcio Filipo, y una hija, Marcia, que se casó con Catón el Joven, que venía de enviudar de su primer matrimonio. El primer marido de Acia fue Cayo Octavio, que murió a su regreso a Roma cuando pensaba presentarse al consulado, dejando dos hijos de ella: Octavia la Menor y Cayo Octavio (el futuro emperador romano Augusto). Filipo los trató como si fueran sus propios hijos.
Fue cónsul en el 56 a. C. junto con Cneo Cornelio Léntulo Marcelino.
A pesar de este matrimonio con la familia de César, Filipo no se unió a César en la segunda guerra civil de la República romana, aprobando la legislación anticesariana en el Senado. Por ello, Filipo no fue enviado a gobernar una provincia.
Notando la amenaza implícita en este desaire, Filipo solicitó que se le permitiera no tomar parte en la guerra contra César, permitiéndole permanecer en Italia durante su transcurso. César le agradeció que no se uniera a sus enemigos, aunque tuvo en cuenta que no hubiera sido uno de sus partidarios. Filipo se convirtió en amigo de Cicerón
Su deseo de evitar los conflictos estuvo patente durante toda su vida. Cuando su hijastro Augusto fue nombrado heredero de César, Filipo trató de disuadirle de que aceptara el legado del dictador por el peligro que representaba Marco Antonio. Persuadió a Acia para que le ayudara a convencer al joven de que declinara la herencia, pero no lo consiguió. Aunque se opuso a Marco Antonio, cuando este y el Senado llegaron a una ruptura abierta, formó parte de la delegación enviada a Mutina para negociar con él.
Acia murió entre agosto y septiembre del 43 a. C. y, según Ovidio, Filipo se casó más tarde con una de las hermanas de ella. Vivió hasta una edad muy avanzada y vio el triunfo de su hijastro. Augusto lo recompensó por su continua lealtad. Filipo usó esta recompensa para restaurar uno de los templos de Hércules y las Musas, donde construyó una columnata conocida como pórtico de Filipo (Porticus Philippi)  y otras obras públicas.